# تپه قلعه علی‌آباد
تپه قلعه علی‌آباد مربوط به دوره اشکانیان - سده‌های اولیه، میانه و متاخر دوران‌های تاریخی پس از اسلام است و در شهرسان کبودرآهنگ، بخش گل تپه، دهستان گل تپه، روستای علی‌آباد واقع شده و این اثر در تاریخ ۷ اسفند ۱۳۸۶ با شمارهٔ ثبت ۲۱۶۲۰ به‌عنوان یکی از آثار ملی ایران به ثبت رسیده است.